# Cicha (Koszarawa)
Cicha – przysiółek wsi Koszarawa w Polsce położony w województwie śląskim, w powiecie żywieckim, w gminie Koszarawa.
W latach 1975–1998 przysiółek administracyjnie należał do województwa bielskiego